# Dalechampia leucophylla
Dalechampia leucophylla är en törelväxtart som beskrevs av Johannes Müller Argoviensis. Dalechampia leucophylla ingår i släktet Dalechampia och familjen törelväxter. Inga underarter finns listade i Catalogue of Life.